# Hotz-Linder-Agreement
Das Hotz-Linder-Agreement von Juli 1951 war eine zwischen der Schweiz und den USA getroffene, informelle und nicht schriftlich festgehaltene Absprache den schweizerischen Handel mit dem Ostblock betreffend. Benannt ist sie nach den beiden Verhandlungsführern Harold Linder (USA) und Jean Hotz.
Ende 1948 drängten die Vereinigten Staaten die neutrale Schweiz dazu, im Interesse der Westmächte zu handeln und die Lieferungen von "kriegswichtigen" Gütern in die Sowjetunion einzuschränken. Namentlich musste die Schweiz die Bestimmungen des Coordinating Committee on Multilateral Export Controls (CoCom) mittragen. Das CoCom bestand aus allen NATO-Staaten (ausser Island) sowie Japan, weshalb die De-facto-Mitgliedschaft der Schweiz neutralitätspolitisch sehr bedenklich war.
Strenge Exportkontrollen führten zu einem Einfrieren des Exports sogenannter Liste-II-Produkte auf den normalen, durchschnittlichen Warenverkehr, während Liste-I-Produkte nicht oder nur eingeschränkt an den Ostblock geliefert werden durften.
Weil die Schweizer Industrie amerikanische Gegenmaßnahmen befürchtete, verzichtete sie auf die Ausschöpfung der ausgehandelten Limiten, obwohl das ursprüngliche Kontingent für Liste-I-Güter von 8 auf 35 Millionen Franken erhöht werden konnte. Erst 1994 wurde das CoCom abgeschafft.